# Chiesa di Santa Maria a Gradillo
La chiesa di Santa Maria a Gradillo è un luogo di culto cattolico di Ravello, in provincia di Salerno e arcidiocesi di Amalfi-Cava de' Tirreni.

## Storia e descrizione
La chiesa sorse nell'XI secolo in luogo di una chiesa preesistente, più corta, la traccia della cui abside è tutt'oggi visibile all'interno dell'edificio, sotto l'arco trionfale della navata centrale; venne portata a termine nel corso del secolo successivo. La chiesa è legata alla vita civile della Ravello medievale: in essa infatti il Capitano veniva solennemente investito del Ducato amalfitano e vi si teneva parlamento. Rimaneggiato in forme barocche nel XVIII secolo, oggi il monumento si presenta ripristinato nelle sue forme originarie, dopo i radicali restauri degli anni 1958-1963, nel corso dei quali è stata ricostruita la cupola, crollata nel 1899.
La facciata è a salienti e presenta tre portali, ciascuno dei quali è sormontato da una lunetta ogivale: quello centrale ha per architrave una cornice classica di recupero. Alla destra della chiesa, ad essa collegata, vi è la torre campanaria a pianta quadrata. Esso presenta due ordini di bifore ed un terzo ordine a pianta circolare.
L'interno della chiesa è a tre navate, divise da due file di colonne che sorreggono archi a sesto acuto La navata centrale ha una copertura a capriate, mentre le navate laterali hanno volte a crociera. La pianta è a croce latina, con transetto sporgente; la crociera è coperta dalla cupola, il cui tamburo è esternamente decorato con una teoria di archetti intrecciati. L'abside centrale è inquadrata da colonne con motivi islamici. Al di sotto del transetto, il cui piano di calpestio è posto ad una quota superiore rispetto a quello della navata, vi è la cripta.
Notevole nella navata centrale è il pavimento a mosaico della fase architettonica originaria della basilica, oggi protetto da riquadri trasparenti. Il mosaico, realizzato con piccoli sassi bianchi e grigi, raffigura un albero con pantere affrontate.